# زائده بالی استخوان پروانه‌ای
زائده بالی استخوان پروانه‌ای (انگلیسی: Pterygoid processes of the sphenoid) زائده‌ای است که از محل اتصال تنه و بال بزرگ استخوان پروانه‌ای به سمت پایین امتداد می‌یابد. این زائده بخش‌های مختلفی دارد. شامل: صفحات بالی (رجلی یا تریگوئید) داخلی و خارجی، قلاب، حفره بالی، حفرهٔ پروانه‌ای (اسکافوئید). صفحات بالی در بیشتر طول خود توسط حفرهٔ بالی از یک دیگر جدا می‌شوند و در بالا نیز حفره پروانه‌ای در بین آن‌ها قرار گرفته‌است.
زوائد بالی استخوان پروانه‌ای نقطه اتکاء خوبی برای تعدادی از ماهیچه‌های عمقی حلقی دهانی هستند. این زوائد شامل دو صفحه استخوان خارجی و داخلی است که هر کدام دارای سطوح داخلی و خارجی‌اند. روی سطح خارجی صفحه خارجی ماهیچه بالی بیرونی و روی سطح داخلی آن ماهیچه بالی درونی می‌چسبد. صفحه داخلی زائده بالی که کوتاه‌تر است، در انتها زائده قلاب‌مانندی دارد به نام قلابچه بالی pterygoid hamulus، که در قسمت طرفی کام نرم قابل لمس است.
قسمت فوقانی سجاف بالی‌فکی (رافه تریگوماندیبولر) به قلابچه می‌چسبد. این سجاف یا رافه یک شیار نیامی است که ماهیچه تنگ‌کننده بالایی حلق ‎ در آن خاتمه یافته و ماهیچه شیپوری (باکسیناتور) از آن آغاز می‌گردد (لندمارک مهم تزریقات تنه‌ای فک پائین). بین دو زائده بالی حفره‌ای وجود دارد با همین نام (حفره بالی) که توسط زائده هرمی استخوان کامی پر می‌شود. هم‌چنین این حفره پیوندگاه ماهیچه بالی درونی است.
در سقف زائده بالی درونی یعنی در نزدیکی تنه استخوان پروانه‌ای (اسفنوئید) حفره کوچک‌تری به نام حفره ناوی‌بالی pterygoid scaphoid fossa وجود دارد که خاستگاه ماهیچه کشنده نرم‌کام‎   است. این عضله به پائین آمده و قلابچه را دور زده و ۹۰ درجه به سمت داخل چرخیده و سرانجام به صورت بادبزنی درآمده و به نیام کام می‌چسبد و اسکلت فیبروز و کام نرم را تشکیل می‌دهد. در برخی اعمال جراحی شکاف کام برای نزدیک کردن قسمت عضلانی (ماهیچه کشنده کام و ماهیچه بالا برنده کام)، قلابچه شکسته می‌شود تا در خط وسط به هم برسند.